# Sphondylia
Sphondylia es un género de coleóptero de la familia Megalopodidae.

## Especies
Las especies de este género son:
- Sphondylia afra Klug, 1824
- Sphondylia angolensis Weise
- Sphondylia barbipes Weise, 1915
- Sphondylia basilas Clavareau, 1909
- Sphondylia bicoloriventris Pic, 1937
- Sphondylia fairmairei Stål, 1855
- Sphondylia inlineata Pic, 1939
- Sphondylia magnicollis Weise, 1902
- Sphondylia pubimaculata Erber & Medvedev, 2002
- Sphondylia schulzi Weise, 1902
- Sphondylia tomentosa Lacordaire, 1845
- Sphondylia varians Weise